# Кляїч-Брдо
45°23′ пн. ш. 15°45′ сх. д. / 45.39° пн. ш. 15.75° сх. д.
Кляїч-Брдо (хорв. Kljaić Brdo) — населений пункт у Хорватії, у Карловацькій жупанії у складі міста Карловаць.

## Населення
Населення за даними перепису 2011 року становило 18 осіб.
Динаміка чисельності населення поселення: